# Renașterea națională estonă
Renașterea națională estonă (în estonă Ärkamisaeg) este o perioadă istorică în care estonii au ajuns să se recunoască pe ei înșiși ca o națiune care merită dreptul de autoguvernare. Se consideră că această perioadă începe în anii 1850 cu acordarea mai multor drepturi pentru oamenii de rând și se încheie cu declarația de independență a Republicii Estonia în 1918. Termenul este folosit uneori, de asemenea, pentru perioada 1987-1988.

## Istoric

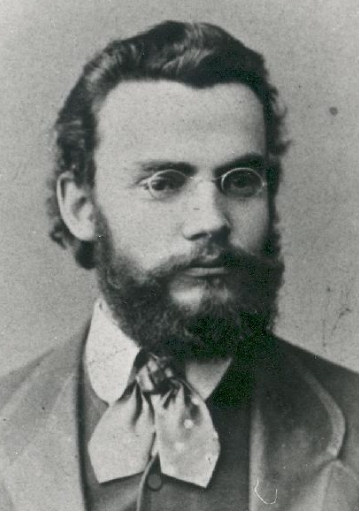
Carl Robert Jakobson

Deși conștiința națională estonă a început să se dezvolte în cursul secolului al XIX-lea, un anumit grad de conștientizare etnică în rândul clasei de mijloc știitoare de carte a precedat această dezvoltare. Până în secolul al XVIII-lea autodenumirea eestlane împreună cu mai vechea maarahvas erau răspândite în rândul estonilor în guberniile Estonia și Livonia ale Imperiului Rus. Biblia a fost tradusă în 1739, iar numărul cărților și broșurilor publicate în limba estonă a crescut de la 18 în 1750 la 54 în 1790. Până la sfârșitul secolului, mai mult de jumătate dintre țăranii adulți puteau să citească. Primii intelectuali cu educație universitară s-au identificat ca estoni, precum Friedrich Robert Faehlmann (1798-1850), Kristjan Jaak Peterson (1801-1822) și Friedrich Reinhold Kreutzwald (1803-1882), s-au făcut remarcați în anii 1820. Elita conducătoare a rămas predominant atașată limbii și culturii germane de la cucerirea teritoriului din secolul al XIII-lea. Garlieb Merkel (1769-1850), un estofil german baltic, a fost primul autor care i-a trata pe estoni ca o naționalitate egală cu ceilalți; el a devenit o sursă de inspirație pentru mișcarea națională estonă, modelată pe cultura germană baltică înainte de mijlocul secolului al XIX-lea. Cu toate acestea, la mijlocul secolului, estonii conduși de Carl Robert Jakobson (1841-1882), Jakob Hurt (1839-1907) și Johann Voldemar Jannsen (1819-1890), au început să aibă cerințe politice mai ambițioase și au început să încline către modelul finlandez ca model de succes al mișcării naționale și, în oarecare măsură, către mișcarea națională a tinerilor letoni. Realizări semnificative au fost publicarea epopeii naționale Kalevipoeg în 1862 și organizarea primului festival muzical național în 1869. Până la sfârșitul anilor 1860 a devenit clar faptul că estonii nu mai doreau să accepte hegemonia politică și culturală germană. Înaintea încercărilor de rusificare din anii 1880–1890 punctul lor de vedere cu privire la Rusia Imperială a rămas pozitiv.

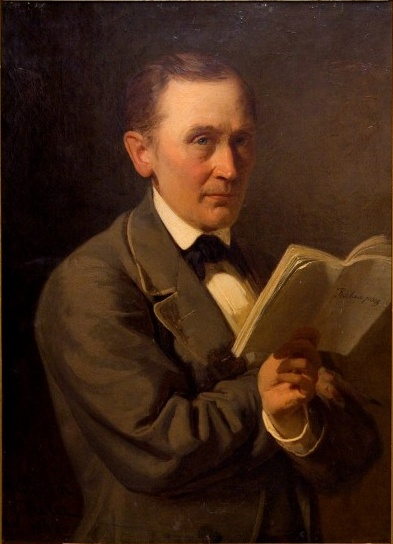
Friedrich Reinhold Kreutzwald citește manuscrisul epopeii Kalevipoeg. Pictură de Johann Köler

În 1881 șaptesprezece societăți estone au scris un memorandum inspirat de Carl Robert Jakobson și l-au trimis împăratului Alexandru al III-lea al Rusiei, cerând introducerea instituțiilor zemstvei (care existau deja în cele mai multe părți ale Imperiului), cu reprezentare egală pentru estoni și germani baltici, și unificarea administrativă a teritoriilor etnice estone. Postimees, primul cotidian eston, a început să apară în 1891. În conformitate cu recensământul din 1897, estonii aveau a doua cea mai mare rată de alfabetizare din Imperiul Rus după finlandezii în Marele Ducat al Finlandei (96,1% din populația vorbitoare de estonă din Provinciile Baltice în vârstă de cel puțin 10 ani, aproximativ egală pentru bărbați și femei). Orașele au început să se estonizeze rapid, iar în 1897 etnicii estoni cuprindeau două treimi din populația urbană a Estoniei.
Ca răspuns la o perioadă de rusificare inițiată de către Imperiul Rus în anii 1880, naționalismul eston a luat tonuri politice mai înalte, iar intelectualii estoni au cerut o autonomie mai mare. După Revoluția Rusă din 1905, estonii au cerut libertatea presei și a întrunirilor, drept de vot universal și autonomie națională. Câștigurile politice estone au fost minime, dar stabilitatea tensionată care a prevalat între 1905 și 1917 le-a permis estonilor să-și dezvolte o aspirație către statalitatea națională. În urma Revoluției din Februarie 1917 teritoriile estone au fost unite pentru prima dată într-o singură unitate administrativă, gubernia autonomă a Estoniei. După preluarea puterii de către bolșevici în Rusia în timpul Revoluției din Octombrie 1917 și victoria germană împotriva Armatei Ruse, Estonia s-a proclamat republică independentă pe 24 februarie 1918.